# Haus Angerort
Das Haus Angerort ist eine mittelalterliche Wasserburg und Festung im Duisburger Stadtteil Hüttenheim an der Grenze zu Wanheim-Angerhausen am Angerbach.

## Bedeutung des Namens
Der Name Angerort setzt sich zusammen aus den Begriffen Anger für Angerbach und Ort, das für Ende bzw. Spitze steht. Der Name beschreibt somit die geografische Lage des Hauses direkt südlich der Mündung des Angerbachs in den Rhein.

## Geschichte
Der genaue geschichtliche Ursprung des Hauses Angerort ist nicht geklärt. Nach einer Sage wurde bereits im Jahr 796 an jener Stelle auf Befehl von Karl dem Großen ein Turm gebaut, der durch zu entfachende Feuer vor herannahenden Gefahren, z. B. Normannen, warnen sollte. Ferner wird vermutet, dass das Haus Angerort mindestens seit dem 11. Jahrhundert als Festes Haus mit einem angeschlossenen Wirtschaftshof Gut Medefurt inkl. zugehöriger Mühle bestand. Die erste urkundliche Erwähnung soll aus einer Urkunde des Klosters (Essen-)Werden aus dem Jahr 1051 stammen, in der ein Haus Angerort an der Angria erwähnt werden soll. Doch ist dies wohl eine Fehlinformation. Die erste nachweisbare schriftliche Erwähnung Angerorts stammt aus dem Jahr 1409/10. In diesem Jahr erscheint Angerort als angeroirt im Rechenschaftsbericht der Stadt Duisburg, da die Bürgermeister und der Schultheiß dorthin reisten, um mit Kanonikern aus Kaiserswerth zusammen zu treffen. 1425 ordnete Herzog Adolf von Berg an, dass das direkt an der nördlichen Grenze des Herzogtums Berg liegende Haus Angerort zu einer Burg und Grenzfeste ausgebaut wird, um das im Jahr 1423 gerade vereinigte Herzogtum von Jülich und Berg nach Norden gegen das Herzogtum Kleve, genauer die klevische Enklave Wanheim-Angerhausen, abzusichern. Zu diesem Zweck mussten die acht Ämter des Herzogtums Berg jährlich 60 Reichsgulden aufbringen.
Im März 1429 fanden sich die Herzöge von Jülich-Berg und Kleve unter Hinzuziehung des Grafen von Moers in Duisburg und Angerort ein, um einen Streit um gegenseitige Forderungen beizulegen.
Verwaltungstechnisch gehörte das Haus Angerort zum Amt Angermund. Die vom Herzog von Berg belehnten Burgverwalter trugen zwar den Titel eines Amtmannes, richteten aber kein eigenes Amt ein. Erster Burgverwalter war ab 1433 Alf Quade (auch: Adolf Quadt). Sein Nachfolger war Ludger (auch: Lutter) Staël von Holstein, der Angerort zum Wohnschloss erweitern ließ. Aus jener Zeit (1441) liegt auch eine Beschwerde von Herzog Adolf von Kleve-Mark vor, dass bei Angerort ein bergisches Todesurteil vollstreckt worden sei. Der dritte Verwalter war Marschall Johann vom Haus, der am 14. März 1451 zum Amtmann ernannt wurde. 1478 war Ruprecht von Steinen Angerorter Amtmann bzw. Schultheiß.
Im Burgundischen Erbfolgekrieg waren Reichstruppen in Angerort stationiert. 1493 mussten Türen und Brücke repariert, sowie die Vorräte an Pulver und Blei aufgefüllt werden. Am 9. März 1514 trafen sich auf Angerort eine Reihe von hohen Herren und Würdenträgern von Jülich-Berg und Kleve, um die Ehe zwischen Karl von Geldern und Anna von Kleve zu besprechen.
Um 1520 war ein Steynhaus Amtmann. Als Gegenleistung dafür, dass die Eheleute Gerhard von Troistorp und Margarete von Hammerstein zu Schloss Heltorf eine alte herzogliche Schuld bei Dritten tilgten, überwies Herzog Johann von Jülich-Kleve-Berg 1522 den Eheleuten Haus Angerort zusammen mit Hof Medefurt auf Lebenszeit. Als Herzog Wilhelm von Jülich-Kleve-Berg im Jahr 1541 Angerort und Hof Medefurt seinem Kanzler Johann Ghogreff übertrug, musste der Herzog der inzwischen verwitweten Margarete und ihrem Sohn Sibert von Troistorp zu Heltorf einen Ausgleich anbieten. Neben verschiedenen finanziellen Ausgleichsmaßnahmen wurde Sibert zum Amtmann zu Angermund ernannt und Margarete erhielt ein lebenslanges Wohnrecht auf Burg Angermund. Von Johann Ghogreff ging Angerort an die von Binsfeld, später an die von Fürstenberg.
1524 wurde die Feste Angerort als Gefängnis für den Rädelsführer einer Bürgerrevolte in Emmerich genutzt.

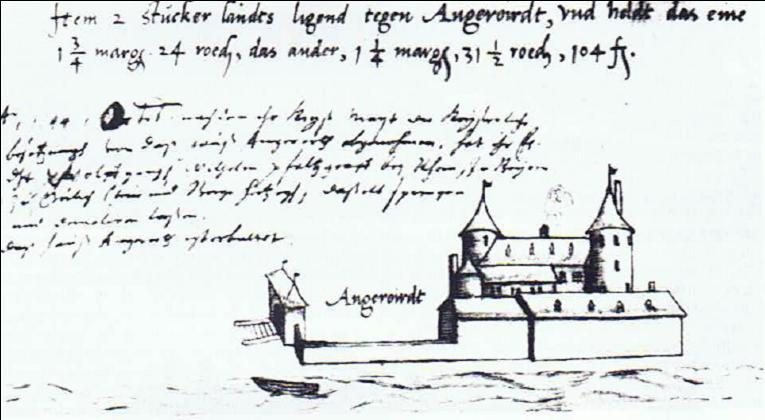
Haus Angerort im Jahr 1571

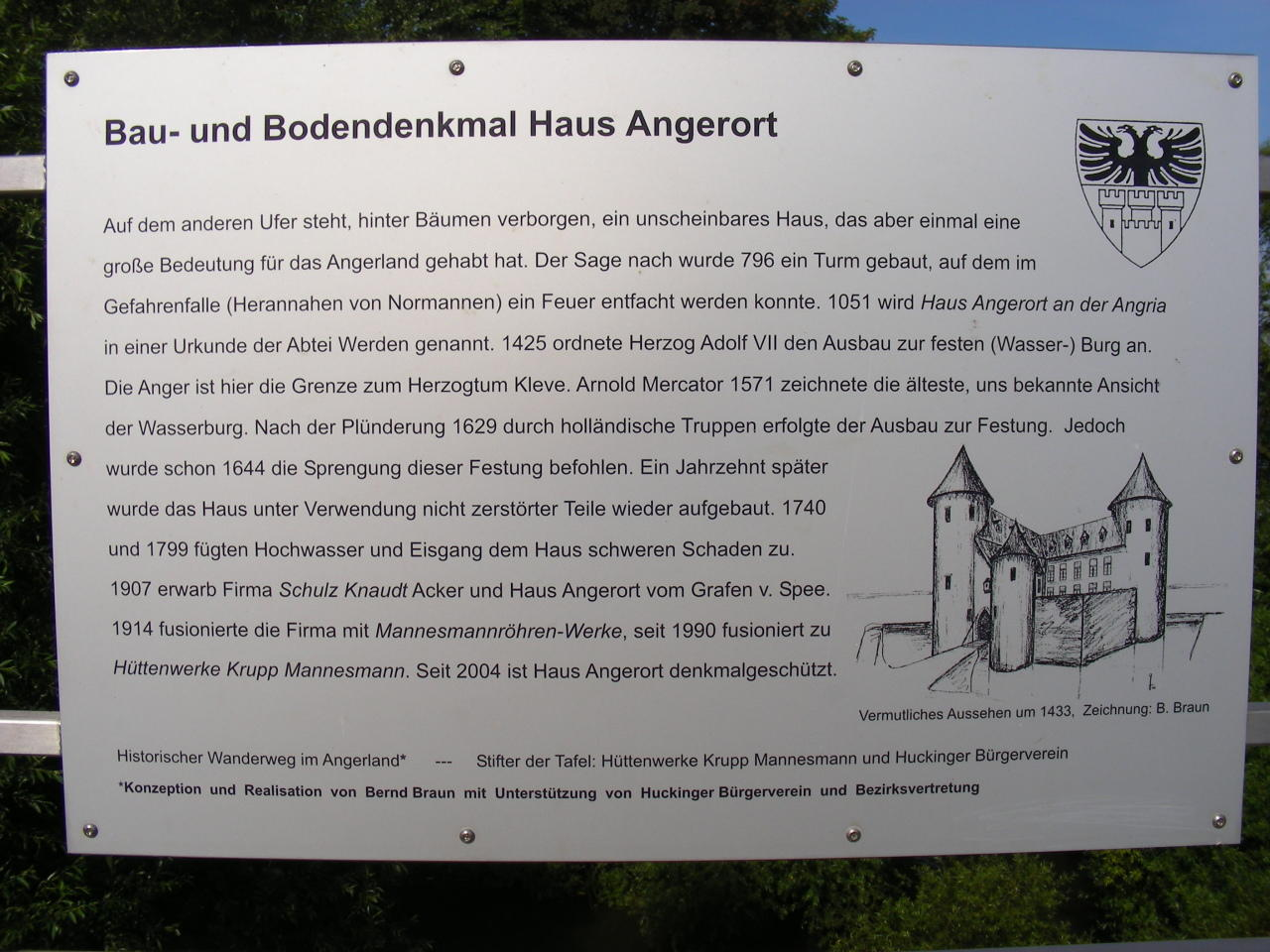
Hinweistafel Haus Angerort

Eine erste Zeichnung des Hauses von Arnold Mercator stammt aus dem Jahr 1571. Die Skizze zeigt eine unregelmäßige, von Mauern und Gebäuden umgebene Burganlage mit zwei großen Rundtürmen sowie einem kleineren Turm, der wohl den Zugang flankiert hat.
Im Dreißigjährigen Krieg wurde Angerort 1629 durch Truppen der Republik der Sieben Vereinigten Provinzen geplündert. Sie entwendeten das gesamte Mobiliar. In den 1630er-Jahren, unter der Besatzung durch kaiserliche Truppen, wurde die Burg dann zur Festung im bastionären System ausgebaut. Gerhard von Neuland bat 1635 und 1636 um Holz für den Kribbenbau zu Angerort. Herzog Wolfgang-Wilhelm befahl dem Holzgrafen 1500 Pfähle und 2000 Schanzen zu liefern. Auch wurden zu jener Zeit auf Angerort unter Hinzuziehung von Bischöfen Verhandlungen zur Lösung von Religionsstreitigkeiten in der Region geführt. 1642 wurde der ehemalige hessen-kasselsche General, inzwischen kaiserliche Generalfeldmarschall Peter Melander von Holzappel vom Herzog von Berg auf Angerort gesetzt. Dies mag ein Grund für einen Angriff hessen-kasselscher Truppen auf Angerort im Frühjahr 1642 gewesen sein. Angerort wurde ausgeplündert und verwüstet.
Danach übernahmen zunächst wieder bergische Truppen die Festung. Im Juni 1642 war der jülich-bergische Kommandant Leutnant Friedrich Weingens gen. Becker der Herr von Angerort. Dieser wurde zu jener Zeit auf einer Rückreise von Düsseldorf nach Angerort von kaiserlichen Truppen, die zuvor vergeblich versucht hatten, Angerort zu erobern, aufgegriffen, geschlagen und mit Waffen bedroht, so dass Weingens in Todesangst schließlich seinen auf Angerort verbliebenen Truppen den Befehl gab, die Festung an die kaiserlichen Truppen zu übergeben. So kam es, dass zwischen 1642 und 1644 auf Angerort der Truppenkommandant und kaiserliche Obristwachtmeister bzw. Obristleutnant Johann (Hans) von Fargel (auch: Vergell, Vogelius, Forgelius) herrschte. Dieser diskutierte in seiner Korrespondenz mit dem kaiserlichen Feldmarschall Melchior Graf von Hatzfeld neben Truppenbewegungen in der Umgebung auch bauliche Fragen zum Haus Angerort, so zum Beispiel im Oktober 1643 die Anlage einer Schleuse oder im März 1644, dass einige Befestigungsanlagen von Angerort eingestürzt waren. Als Kommandant von Angerort hielt sich Fargel nicht an bestehende Verträge und plünderte regelmäßig das umliegende Land. Erst 1644 verlor Angerort seine strategische Bedeutung für die kaiserlichen Truppen und Fargel verhandelte mit Hatzfeld um seine Ablösung. Im August oder September 1644 zog Fargel mit seinen ca. 200 Mann nach Koblenz ab. Über die Ereignisse nach dem Abzug liegen widersprüchliche Aussagen vor: Im Lagerbuch des Gästehauses zu Duisburg findet sich ein Vermerk, dass der im Krieg auf Neutralität bedachte bergische Herzog Wolfgang Wilhelm die Festung nach Abzug der kaiserlichen Truppen am 1. Oktober 1644 sprengen ließ, um weitere Truppenfestsetzungen zukünftig zu verhindern. Richtig ist aber wohl eher, dass die kaiserlichen Truppen die von ihnen verbesserte und ausgebaute Festung selbst sprengten, denn Wolfgang Wilhelm hatte noch kurz vor dem Truppenabzug um eine Übergabe Angerorts gebeten, damit er die Festung mit eigenem Volk besetzen könne.
Am 19. August 1651 fand bei Angerort ein Vermittlungstreffen im Jülich-Klevischen Erbfolgestreit statt. Es trafen sich Wolfgang Wilhelm und der brandenburgische Kurfürst Friedrich Wilhelm, zu diesem Zeitpunkt jedoch noch erfolglos. Erst im Oktober 1651 wurde ein Vergleichsvertrag unterzeichnet.
Der Wiederaufbau durch den Pfandherren Gerhard von Neuland erfolgt nach 1657 als bescheidenes turmloses Haus. Das Haus blieb im Besitz dieser Familie, bis die Grundherrschaft 1731 von Arnold Franz von Neuland an den jülich-bergischen Vizekanzler Johann Peter von Reiner, Herr zu Düssel und Angerort, übergeben wurde. Dieser muss das Haus ausgebaut haben, denn 1733 bat er den Holzgrafen um Bauholz für Angerort. Zwischenzeitlich muss gemäß einem Dekret von 1719 auch Baron de Rouveroy im Besitz Angerorts gewesen sein.
1740 erlitt das Haus durch Hochwasser und Eisgang auf Rhein und Angerbach schwere Schäden. Danach (1742) renovierte Johann Peter von Reiner das Haus und baute zwei barocke Seitenflügel an.
Ende des 18. Jahrhunderts wurde das Haus als Bauerngut verpachtet, womit der Niedergang des früher stattlichen Bauwerks einsetzte. Der erste Pächter Peter Lausberg versuchte im Haus Angerort eine Brennerei anzusiedeln, aber bereits im Mai 1785 wurde das gesamte Inventar versteigert. 1787 wurde das Haus mit dem zugehörigen Hof Medefort einem neuen Pächter übergeben, Fabrikant Braselmann aus Elberfeld. Dieser ließ auf dem Gelände Türkischrot produzieren, musste den Betrieb aber schon bald aufgrund von Kriegswirren aufgeben: Im Ersten Koalitionskrieg setzten 1795 etwa 1,5 km nördlich vom Haus Angerort französische Truppen über den Rhein und schlugen die auf der rechten Rheinseite liegenden österreichischen Truppen. Neben den daraus resultierenden Kriegslasten musste die Bevölkerung Ende Januar 1799 ein weiteres Jahrhunderthochwasser und entsprechenden Eisgang auf Rhein und Angerbach aushalten. Auch das Haus Angerort erlitt schwere Schäden.
1838 kaufte Kaufmann J.H. Wiesmann zu Hattingen das Gut zusammen mit 267 Morgen Land in Huckingen, Ehingen und Wanheim. 1861 wurde Angerort mit Haupt- und Nebengebäuden sowie angrenzenden Gärten von Friedrich Krüger aus Ruhrort gekauft. Nachdem zwischenzeitlich der Duisburger Großhändler Johann Hendrich Kirberg Besitzer von Haus Angerort geworden war, ging Angerort in den Besitz des Grafen von Spee über, der dann auf Angerort liegende Renten ablöste. Das Schloss wurde nur noch im Erdgeschoss bewohnt. 1891 erfolgte der Übertragung von den Erben Graf Wilderichs Spee zu Maubach an Graf Franz Spee.
1907 erwarb die Firma Schulz-Knaudt das umliegende Gelände (ca. 50 Hektar) und damit auch das Haus Angerort vom Grafen Spee. Durch Firmenzusammenschlüsse wurden die Mannesmannröhren-Werke (1914–1988) und die Hüttenwerke Krupp Mannesmann (HKM) (seit 1988) Eigentümer.

## Heutiger Zustand und Nutzung

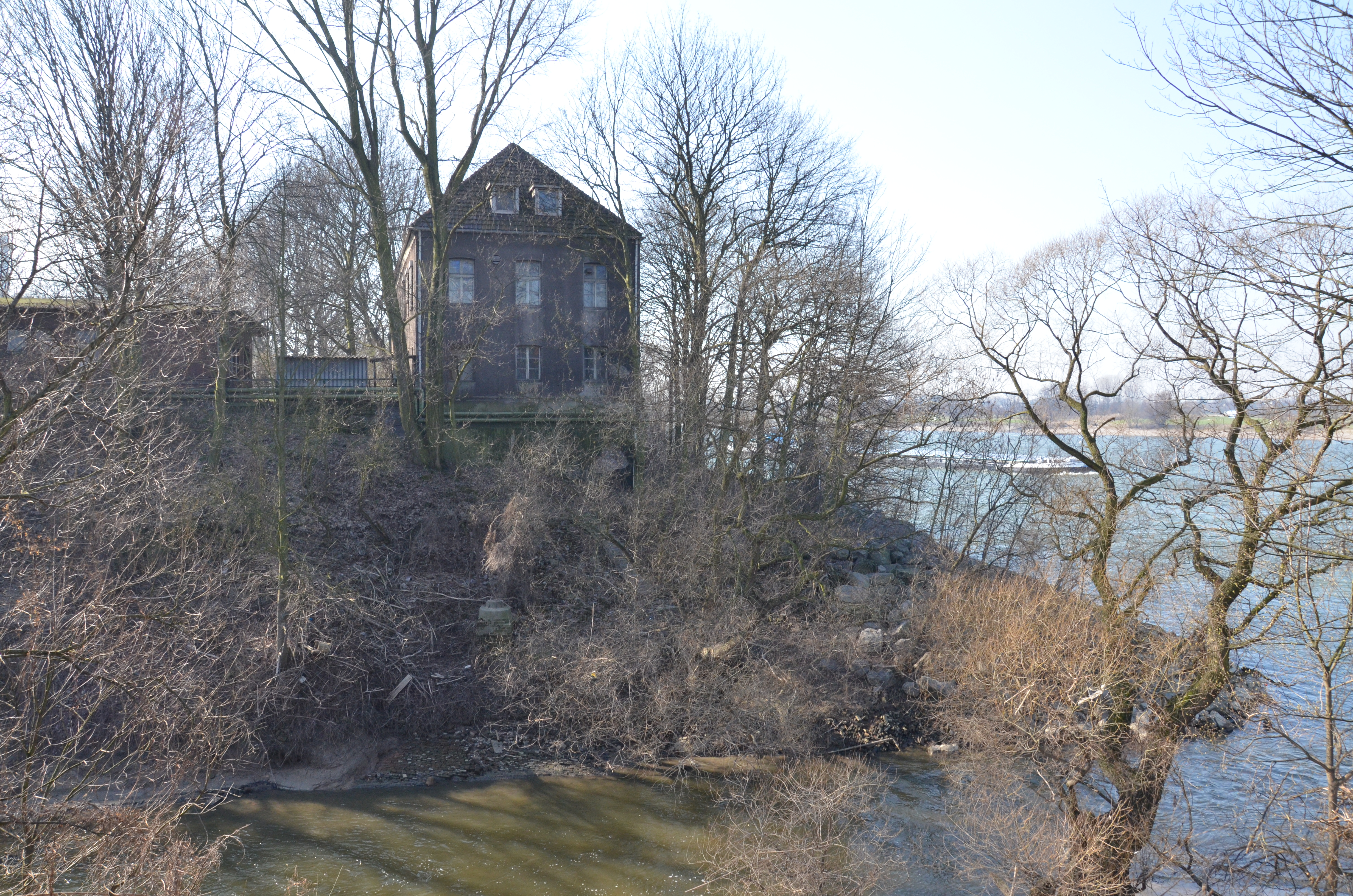
Heutiger Zustand

Heute ist das Haus Angerort ein unscheinbares Gebäude auf dem HKM-Firmengelände, dem man seine mittelalterliche Geschichte nicht ansieht. Von außen betrachtet handelt es sich um einen zweigeschossigen, verputzten Mauerwerksbau mit Walmdach. Nur die beiden oberen Stockwerke sind zu sehen, da die ursprünglichen Wassergräben um die Burg und damit auch das untere Stockwerk, nun Kellergeschoss, ca. 1920 mit Sand aus einem Werkhafenausbau zugeschüttet wurde. Die durch Fotos belegten barocken Seitenflügel existieren heute nicht mehr. Sie wurden um 1908 bzw. 1960 abgebrochen.
Ab etwa 1910 diente das Haus für kurze Zeit dem Stahlwerksdirektor als Wohnsitz. 1930 wurde es erneut für eine neue Nutzung als Labor und Wärmeabteilung umgebaut. Nach dem Zweiten Weltkrieg wurde das Gebäude als Laboratorium für die Mannesmann Forschungsinstitut GmbH (MFI), u. a. für die zerstörungsfreie Prüfung, ausgebaut.
Seit dem 10. März 2005 ist Haus Angerort ein Bau- und bereits seit dem 27. Juni 1991 ein Bodendenkmal der Stadt Duisburg. Seit einigen Jahren ist das Haus ohne Nutzung. Nach dem Haus wurde in Duisburg-Hüttenheim die Angerorter Straße benannt.